# Héctor Mujica

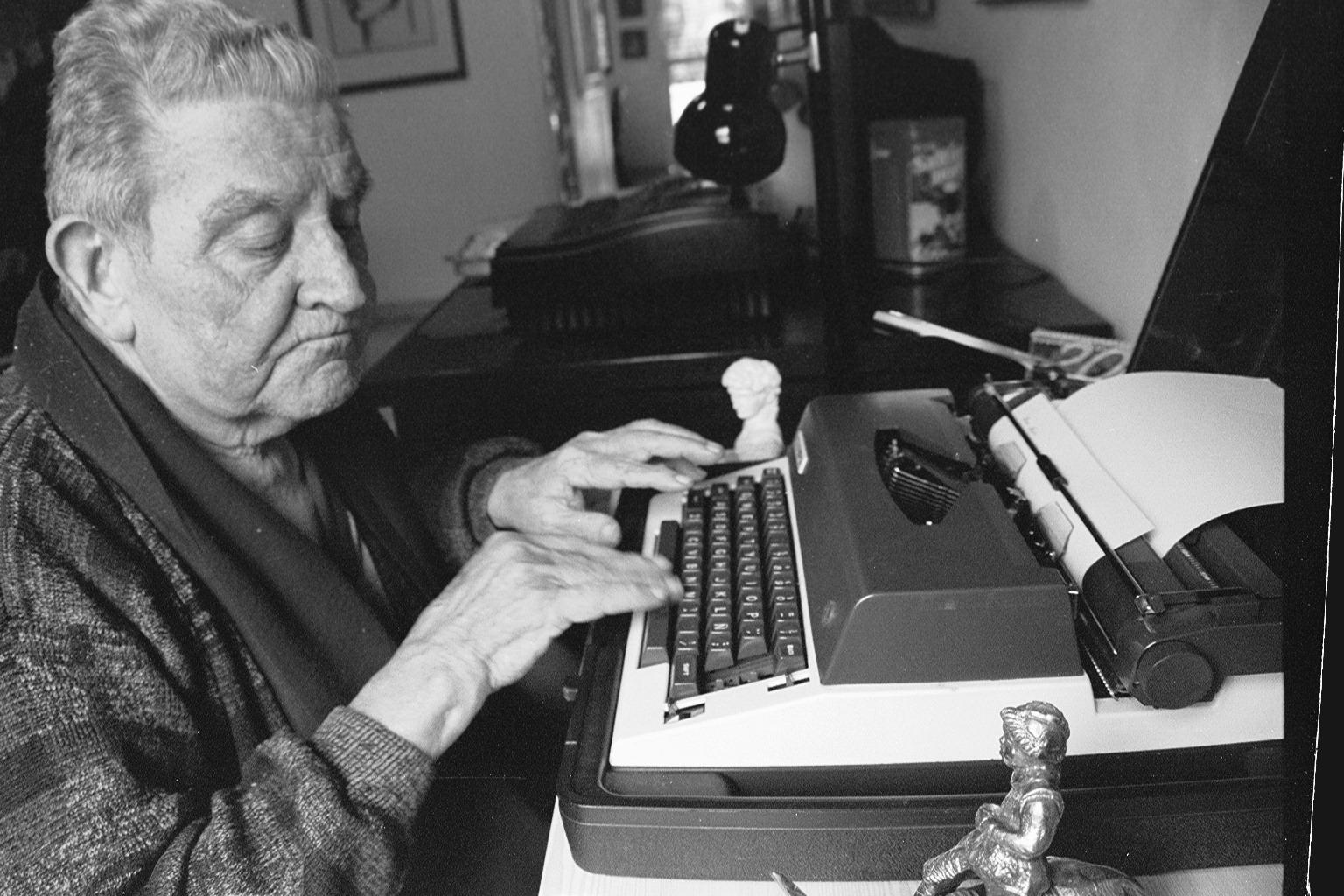
Héctor permaneció activo toda su vida en el mundo de las letras

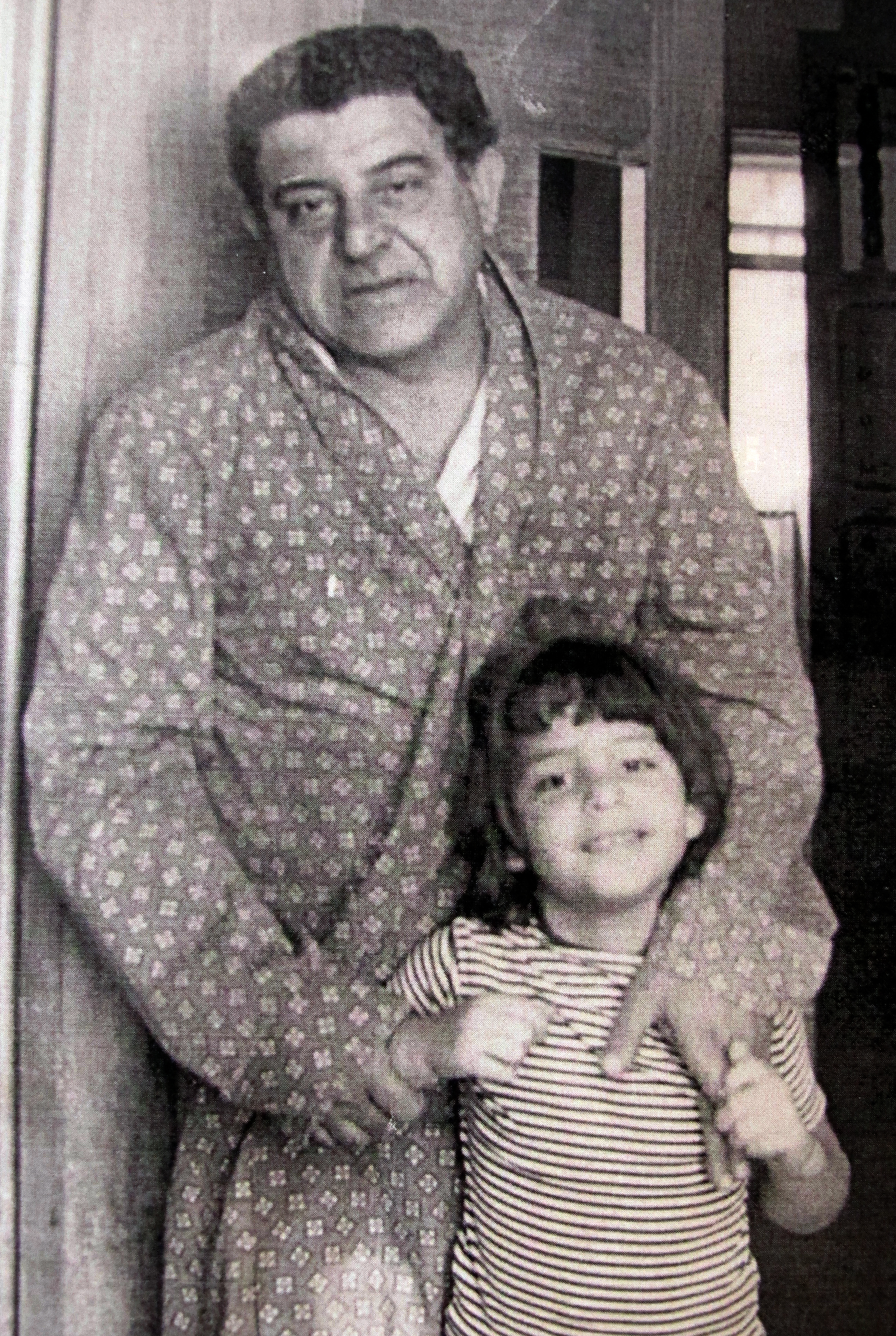
Héctor con su pequeña hija, Andreina

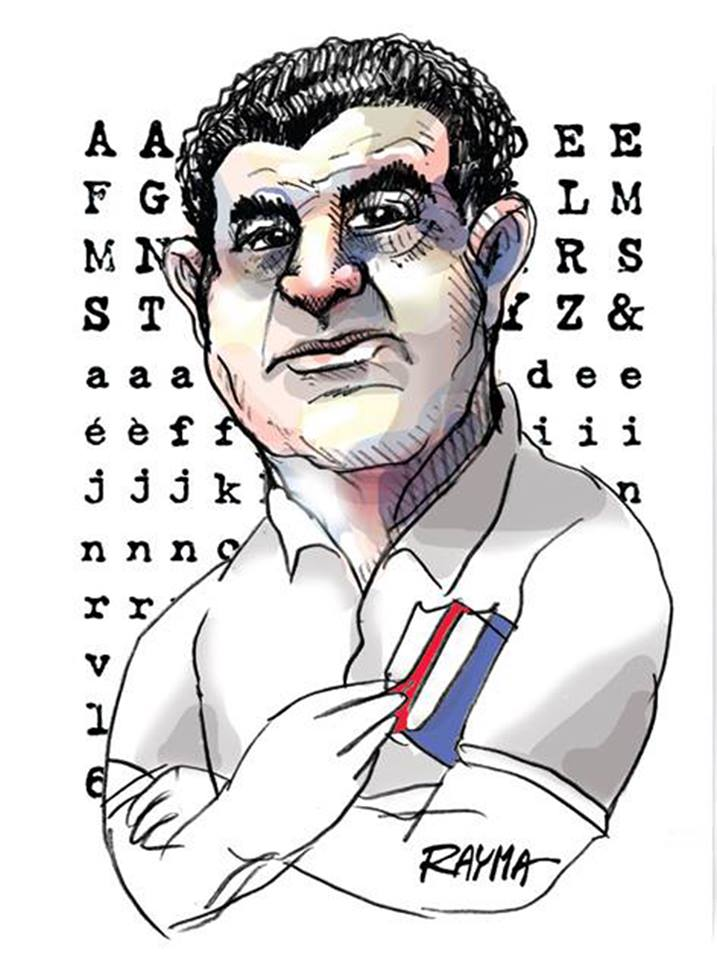
Caricatura de Rayma Suprani

Héctor Mujica (Carora, Estado Lara; 10 de abril de 1927-Mérida, Estado Mérida; 14 de febrero de 2002) fue un comunicador social, periodista, filósofo, investigador, escritor, político y profesor universitario venezolano. Fue hijo de Pastor Oropeza, eminente pediatra venezolano y de Águeda del Carmen Mujica. Desde joven se caracterizó por ser un luchador social, fue además un intelectual militante del Partido Comunista de Venezuela, del cual fue candidato presidencial en 1973 y presidente del partido entre 1990 y 1991. 

## Biografía
Nació durante la época en que gobernaba Juan Vicente Gómez. En el año de 1944 ingresó al Partido Comunista de Venezuela, partido en el cual militaría durante muchísimos años, y del cual sería candidato presidencial más tarde, en esos años es cuando comienza a ejercer el periodismo de opinión, ejercicio que desarrollaría más adelante de forma profesional.
En 1946 se inscribe en la Escuela de Filosofía de la Universidad Central de Venezuela donde obtiene en 1950, la Licenciatura en Filosofía y Letras mención Filosofía. Mientras que aún estudiaba filosofía obtuvo una beca del Centro Cultural Venezolano-Francés para estudiar en París, Francia, allí obtiene el Certificado de Estudios Superiores en Psicología y Psicopatología, realizado en la Universidad de París y en el Hospital Santa Ana de París (1948-1949).
Estuvo prisionero en la Cárcel Modelo de Caracas en 1955, durante el régimen de Marcos Pérez Jiménez, allí fue torturado por la Seguridad Nacional, en ese mismo año logra ser exiliado (gracias a la intervención de su padre, el Doctor Pastor Oropeza) y se establece en Chile, específicamente en la ciudad de Santiago de Chile, donde obtuvo el título de periodista en la Universidad de Chile. 
Una vez derrocado Marcos Pérez Jiménez, de regreso a Venezuela en 1958, se incorpora a la Universidad Central de Venezuela como profesor de la cátedra de Periodismo Informativo y de Opinión en la Escuela de Periodismo, asumiendo más tarde el 12 de febrero de 1958 el cargo de director de la misma, cargo que ocuparía hasta 1964. De igual forma durante ese periodo fue fundador de la creación de la colección “Cuadernos de la UCV”, e implementó el uso de la imprenta en dicha casa de estudios.
Ejerció el cargo de diputado suplente en el Congreso Nacional por el Distrito Federal electo por el PCV para el periodo constitucional 1959-1964, a raíz del allanamiento de la inmunidad a los diputados de izquierda durante el gobierno de Rómulo Betancourt, fue hecho preso en 1962.
Posteriormente fue Diputado principal por el Estado Lara, resultando electo nuevamente por el Partido Comunista de Venezuela, que en esas elecciones actuó bajo la fachada legal de Unión Para Avanzar (UPA), ejerció el cargo para el periodo constitucional 1969-1974.
Regresa a Europa en 1964, para trabajar en varios ensayos y proyectos sobre técnicas de la información y comunicación social. De igual forma trabajó en Roma dictando cursos en la Escuela de Técnica de la Información durante el periodo 1965-1966. En 1966 asumió la presidencia de la Asociación Venezolana de Periodistas (AVP), en el Distrito Federal para el período 1967-1968. En la Universidad Central de Venezuela vuelve a la dirección de la Escuela de Periodismo, cargo que ejercería desde 1969 hasta 1970. En 1976 se creó el Colegio Nacional de Periodistas, se realizaron elecciones para la directiva del mismo y Héctor Mujica resulta ganador en este primer proceso para ejercer la presidencia del mismo en el período 1976-1978.
El comité central del PCV decidió llevar un candidato propio a las elecciones del año siguiente, escogiendo a Héctor Mujica quien gozaba de reconocimiento popular en esa época y era miembro del comité central. Mujica se presentó como candidato presidencial por el PCV, en las elecciones presidenciales del 3 de diciembre de 1978, obteniendo 29 305 votos, quedando en séptimo lugar, experiencia que él calificó como "pedagogía política".
A mediados de los años 80, Héctor se casó con Marina Barreto Milliani, con quien posteriormente se iría a vivir a Mérida. Allí hace vida intelectual, escribe y mantiene una columna en el diario El Globo. Héctor fue operado de la columna vertebral tres veces en Caracas, lastimosamente los dolores nunca desaparecieron de sus huesos. Tuvo tres esposas Enriqueta Ricardo, Julia Elena Añez Paz y Marina Barreto. En 1990 fue elegido presidente del PCV, cargo al que renunciaría después de la desaparición de la Unión Soviética en 1991. Exigía a los camaradas del partido dar espacio a los jóvenes, asumía que los partidos políticos se renuevan, las ideologías evolucionan y la juventud debe estar a la vanguardia.
A medidos de los 90 regresa de Praga, donde vivió con su esposa Marina Barreto y dos de sus hijos durante unos años. Trabajaría a su regreso con Don Fucho Tovar en la ciudad de Porlamar, luego establecería su hogar en ma ciudad de los caballeros, Mérida. Para el año 2000 una llamada desde el programa del presidente Hugo Chávez hizo eco entre los periodistas, el presidente hizo una llamada en vivo a nivel nacional y la respuesta de Héctor Mujica no fue para nada favorable a la gestión que venía haciendo le presidente, si bien en un inicio le dio el derecho a la duda, "por ser joven y con buenas intenciones", esto rápidamente cambió al seguir con detenimiento el discurso bélico y divisionista del militar al poder. Dando por contado que su muerte dos años después de esta llamada sería doblemente sepultada ante el silencio del gobierno de turno.

## Carrera periodística
En Venezuela realizó una extensa labor periodística, fue redactor y columnista de diarios como El Nacional, Fantoches, Aquí está, El Popular, El Heraldo, El País, Últimas Noticias y Tribuna Popular. Su primer artículo publicado data del 3 de septiembre de 1944 en el diario El Nacional de Caracas. En Chile colaboró en los diarios El Siglo —donde escribía la columna semanal “Los hombres y las cosas”, firmada bajo el seudónimo de “Joaquín Jiménez”, Las Noticias de Última Hora y en La Gaceta de Chile que en ese momento estaba dirigida por Pablo Neruda.
Durante su primer periodo como director de la escuela de periodismo destacó la publicación hecha por él del Boletín Universitario de la Universidad Central, donde escribió la entrevista hecha en la ciudad de La Habana al Che Guevara, una vez instaurada la Revolución en Cuba. Esta publicación es considerada por la crítica latinoamericana una de las mejores entrevistas hechas a Ernesto Guevara. Además Héctor Mujica fue miembro fundador del Centro Internacional de Estudios Superiores de Comunicación para América Latina y del Instituto Internacional de Prensa de Zúrich en Suiza.

## Carrera literaria
Héctor Mujica perteneció a la generación de intelectuales venezolanos que asumieron el marxismo como teoría para abordar la realidad venezolana y latinoamericana, formó parte del grupo literario “Contrapunto”, conformado por destacados escritores con el propósito de estudiar las nuevas teorías contemporáneas y sus vinculaciones literarias, como eran el existencialismo y el psicoanálisis.
En marzo de 1948 apareció el primer número de la revista Contrapunto, dirigida por Héctor Mujica. Su labor de narrador se dio a conocer a partir de 1947, cuando se publicó el libro de cuentos El pez dormido. Es considerado uno de los mejores narradores y cuentistas venezolanos. Mújica se declaraba abiertamente "antipositivista", y realizó críticas a la generación de intelectuales venezolanos que acogieron y propagaron el positivismo como doctrina filosófica. Después de la campaña, en 1979 escribe Experiencias de un candidato, libro que relata su experiencia como candidato, al entrar en contacto con el pueblo. También escribió el libro El Inquieto Anacobero: Confesiones de Daniel Santos, el cual fue publicado en 1982 por la editorial "cejota", el cual trata sobre la biografía y una serie de confesiones personales hechas a Héctor Mujica por parte del cantante puertorriqueño. De igual forma en sus escritos de carácter político siempre resaltó el papel del pueblo en la construcción de su historia, cargados de gran contenido social, la puesta en práctica de la ética y el bolivarianísmo latinoamericano, un ejemplo de ello es su obra Como a nuestro parecer de 1984. Una obra de gran renombre en Latinoamérica es El imperio de la notici" de 1967 en el cual hace una crítica a las agencias de noticia venezolanas y norteamericanas.
Entre sus obras literarias se destacan: Pez dormido (1947), Las tres ventanas (1970), Cuento de todos los diablos, La noche de los ayamanes, Chile desde adentro y Venezuela desde afuera, La historia de una silla (Antonio Leocadio Guzmán) (1958), El imperio de la noticia (1967), Los tres testimonios y otros cuentos (1967), Sociología de la comunicación (1980), entre otros.

## Galardones
- Redactor del Año en Venezuela en el año 1952.
- Premio Internacional de la Federación Internacional de Periodistas en el año 1962.
- Premio Nacional de Periodismo en Docencia e Investigación del año 1969 en Venezuela.
- Premio CONAC de Narrativa del año 1981 en Venezuela.

## Muerte
Héctor Mujica se encontraba en delicado estado de salud, y a los 74 años murió de un paro respiratorio en la ciudad de Mérida el 14 de febrero de 2002. 